# Cadwell Park
Cadwell Park és un circuit de curses que es troba 8 km al sud de Louth, a Lincolnshire (Anglaterra). És propietat de MotorSport Vision, l'empresa de l'antic pilot d'automobilisme Jonathan Palmer. Situat en un antic parc, enmig d'una vall de vessants escarpats amb fortes rampes i turons, el circuit presenta canvis bruscos de rasant, entre els quals una secció anomenada The Mountain on les motocicletes poden arribar a enlairar-se més de mig metre. La gran varietat de revolts complicats del seu traçat fa que se'l conegui com al "Mini-Nürburgring".

## Història

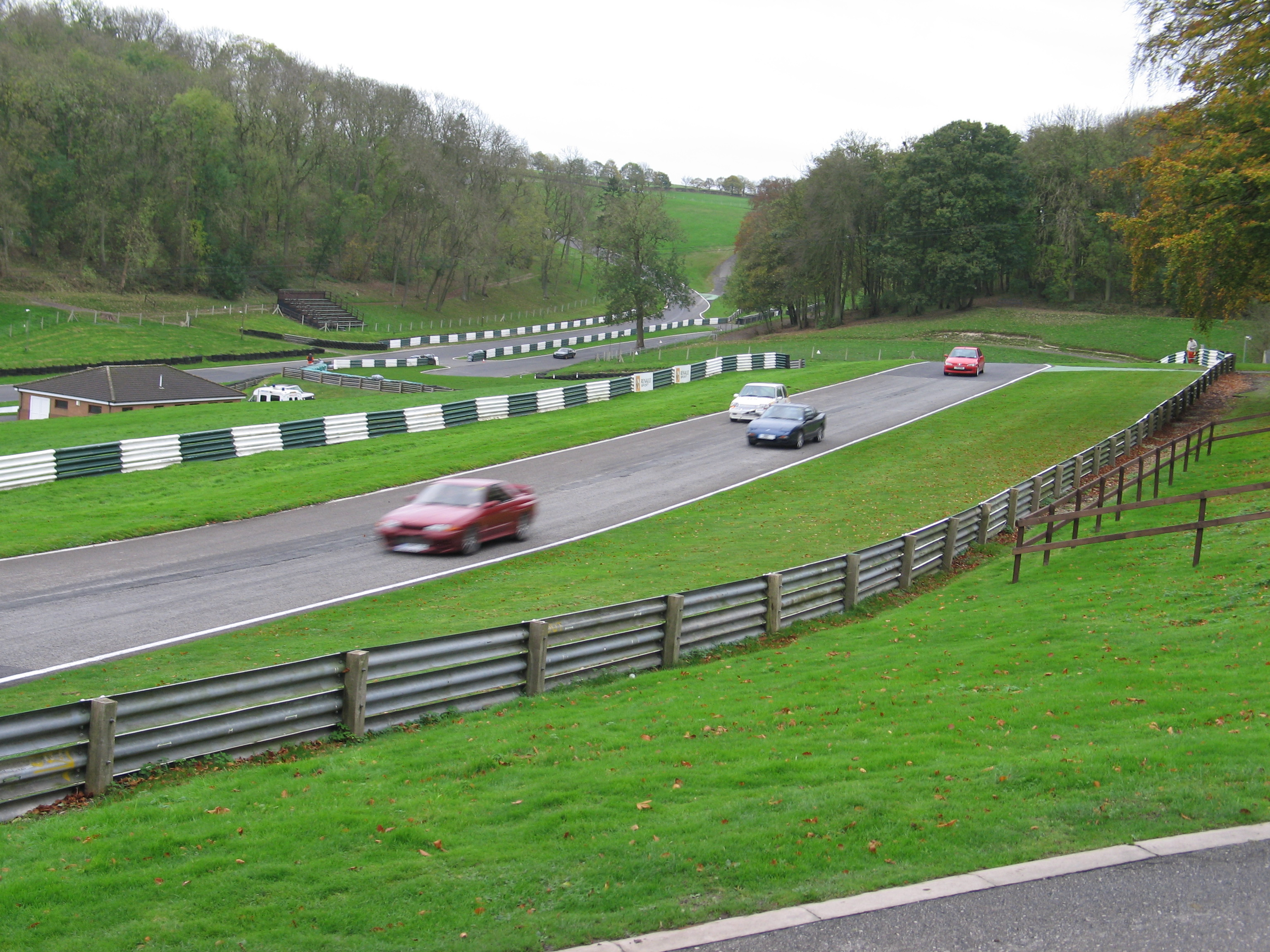
La pista vista des de les Hall Curves

La finca rural de Cadwell Park es troba als Lincolnshire Wolds, una cadena de petits turons que discorre paral·lela a la mar del Nord, a l'est d'Anglaterra. El 1934, Mansfield Wilkinson, de Louth, va crear el primer circuit dins la seva finca per tal que els seus fills hi competissin entre ells amb les seves motos. Es tractava d'una pista de grava que feia 1,21 km de llarg. El 1938 es va pavimentar amb asfalt i formigó i el 1953 es va eixamplar i allargar fins als 2,012 km per tal de poder acollir una cursa d'automòbils de Fórmula 3 (propulsats amb motors de motocicleta de 500 cc). A aquella cursa hi van assistir vora 30.000 espectadors.
El 1961 es va tornar a allargar el 1961 amb l'addició del revolt de Donington i de nou el 1962 fins a arribar al traçat actual de 3,500 km. El maig de 1962, Cadwell Park va acollir curses del Campionat britànic de Fórmula 3. Alguns dels revolts porten el nom de membres de la família Wilkinson, com ara Mansfield, Charlie i Chris.
Un dels avenços més importants en la història del circuit es va produir el gener de 2004, quan l'empresa MotorSport Vision de Jonathan Palmer el va comprar juntament amb els altres circuits gestionats per Octagon (Brands Hatch, Oulton Park i Snetterton). Palmer va implementar immediatament un programa de reformes dissenyat per a millorar el recinte tant per als espectadors com per als pilots.

## Competicions

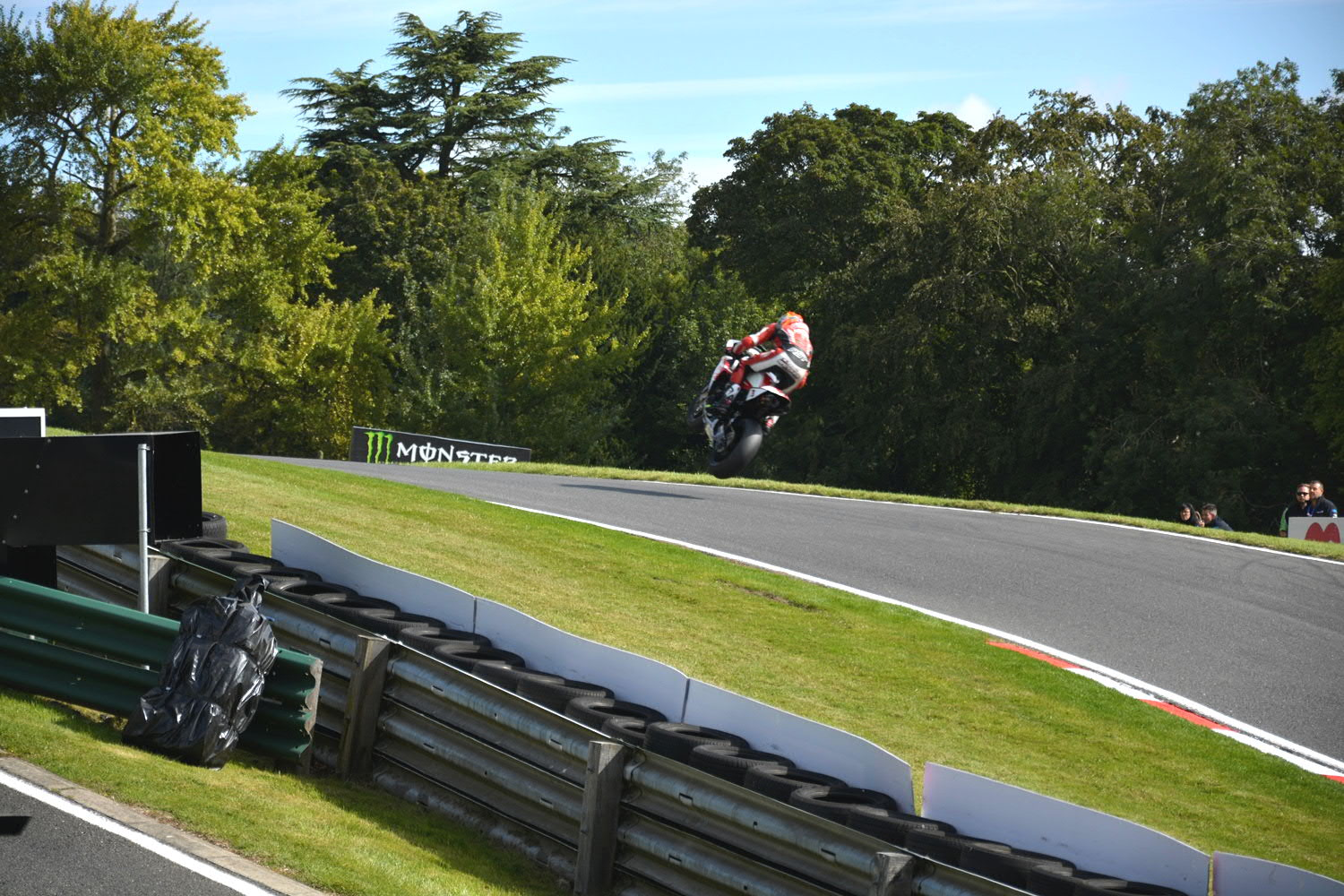
Josh Brookes "volant" amb una a The Mountain durant el BSB del 2014

Cadwell Park es fa servir sobretot per a curses de motociclisme. La ronda del Campionat britànic de Superbike (BSB), celebrada anualment durant un cap de setmana d'agost, és el principal esdeveniment del calendari del circuit. El 2010, el circuit va acollir una cursa addicional del BSB el cap de setmana del 22 al 23 de maig.
Cadwell Park forma part ocasionalment del calendari del campionat britànic de superkart. L'última vegada va ser el 2021, en què el pilot Sam Moss va establir un nou rècord absolut de volta al circuit.
Actualment, l'amplada de pista es considera massa estreta per a curses d'automòbils d'alt nivell, tot i que associacions de clubs com ara el BARC, HSCC i 750MC encara hi celebren curses.